# Sterne über dem Montblanc
Sterne über dem Montblanc (auch Sterne am Mittag, im Original: Les Étoiles de midi) ist ein französischer Bergfilm aus dem Jahr 1959 von Marcel Ichac und Jacques Ertaud, produziert von Filmartic. Deutsche Erstaufführung war am 23. Oktober 1962.
Der im Montblanc-Gebiet gedrehte, spannende Dokumentar-Spielfilm schildert „nach wahren Begebenheiten“ die verwegene Flucht eines deutschen Kriegsgefangenen im Hochgebirge sowie zwei weitere Episoden: eine Rettungsaktion und eine schwierige Wandbesteigung.

## Handlung
In den französischen Alpen begeben sich Bergsteiger auf den Weg, um in Bergnot geratenen Kletterer zu suchen. In einer Hütte ruhen sie aus, essen und übernachten. Dabei berichtet einer der Männer, wie er vor Jahren einen deutschen Kriegsgefangenen über die Alpen in Sicherheit gebracht hatte. Er war seinerzeit Mitglied der französischen Gebirgsjäger, als er und seine beiden Kollegen den Flüchtenden entdeckten. Da er für sie keine Gefahr darstellte, halfen sie ihm dabei über die Alpen nach Deutschland zu gelangen.
Am nächsten Morgen wird früh aufgestanden. Kurz vor Sonnenaufgang machen sich vier der Männer auf den Weg, nach den Vermissten zu suchen. Dabei treffen sie auf einen Schmuggler, der in den Bergen unterwegs ist, ihnen jedoch keinen Hinweis auf den Unglücksort machen kann und niemandem begegnet war. Die Bergsteiger klettern weiter den Berg hinauf und müssen dabei eine Eiswand bezwingen. Auch der weitere Weg führt über vereiste Felsen. Nach Stunden auf einem hochaufragenden Felsenstück angekommen, können sie aber auch von hier aus keinen Kletterer entdecken. Sie genießen kurz die Aussicht und bemerken einen Hubschrauber, der offensichtlich auch nach Verunglückten sucht. Auf ihrem Abstieg begegnen sie einem der gesuchten Alpinisten. Er war in ihrem Zelt zurückgeblieben, als seine beiden Kollegen in die Wand gestiegen waren und den Rückweg nicht mehr schafften. So machen sich die Bergretter nun gezielt auf den Weg zur beschriebenen Felswand und finden dort die beiden geschwächten Kletterer. Sie hatten sich bei ihrer Tour überschätzt und sind überglücklich nun von den geübten Bergsteigern gerettet zu werden. Auch den Bergrettern gibt es ein gutes Gefühl. Die Gruppe geht mit den Geretteten ins Tal zurück, doch zwei der Männer wollen die Chance nutzen, da sie schon so weit oben in den Bergen sind, noch ein wenig zu klettern. Sie trennen sich von den anderen und gehen allein, aber gut ausgerüstet auf Klettertour.

## Kritik
„Ein mitreißendes Dokudrama über einige der herausragenden Unternehmungen französischer Kletterer. (…) Die Schauspieler sind allesamt Bergsteiger, und sie bringen eine Unmittelbarkeit und ihren Wagemut ein, sodass der Film ein 78minütiger Gewinner ist.“ (The New York Times)

## Bemerkungen
- Jacques Ertaud zum Film: „Ichac hat mit Les étoiles... ein neues Genre erfunden: Die Doku-Fiktion.“[3]

## Auszeichnungen
- Grand prix du cinéma français 1959
- Großer Preis der Stadt Trient beim Festival international du film de Montagne et d'Exploration 1959
- Trophée Enrico Orlandi des Club Alpino Italiano
- Pokal des Präfekten von Belluno beim Festival des Sportfilms in Cortina d’Ampezzo
- französischer Beitrag für die Berlinale 1959